# Cory Ondrejka
Cory Ondrejka (1970) è un informatico statunitense, vicepresidente del settore ingegneria di Facebook, che ha creato il mondo virtuale 3D Second Life insieme a Philip Rosedale.

## Biografia
Ondrejka si laurea nel 1992 alla United States Naval Academy in un ramo interdisciplinare costituito da informatica, armi e ingegneria dei sistemi. Tre anni dopo si specializza in informatica all'università di Boston. Successivamente lavora per il Dipartimento della Difesa degli Stati Uniti d'America, per la National Security Agency e partecipa allo sviluppo di videogiochi per Nintendo 64 e PlayStation.
Nel 2000 è la quarta persona ad essere assunta da Linden Lab, neonata startup di San Francisco fondata da Philip Rosedale. Ondrejka ha avuto un ruolo di primo piano nella creazione di Second Life. È l'autore del linguaggio di programmazione Linden Scripting Language e si è speso per l'adozione della filosofia open source all'interno del metaverso, senza distogliere l'attenzione dai diritti di proprietà intellettuale dei contenuti generati dagli utenti di Second Life.
Nel 2007, pur rimanendo in rapporti amichevoli con Rosedale, Ondrejka lascia Linden Lab per divergenze di vedute sulla strategia aziendale. Passa quindi alla casa discografica EMI con il ruolo di vicepresidente del settore strategia digitale. Dopo essersi occupato di comunità di creatori e fruitori di contenuti all'interno di Second Life, il bagaglio di conoscenze di Ondrejka sarebbe servito per creare comunità formate da artisti e fruitori di contenuti musicali.
Nel 2010 entra nel settore ingegneria Facebook, che contemporaneamente acquisisce un startup co-fondata da Ondrejka nello stesso anno.